# Ogidinma Ibeabuchi
Ogidinma Ibeabuchi – nigeryjski piłkarz grający na pozycji napastnika. W swojej karierze grał w reprezentacji Nigerii.

## Kariera klubowa
W swojej karierze piłkarskiej Ibeabuchi grał w klubie Enugu Rangers.

## Kariera reprezentacyjna
W 1976 roku Ibeabuchi został powołany do reprezentacji Nigerii na Puchar Narodów Afryki 1976. Zagrał w nim w dwóch meczach: w fazie finałowej z Marokiem (1:2) i z Egiptem (3:2). Z Nigerią zajął 3. miejsce w tym turnieju.